# Namalikkojärvi
Namalikko eller Namalikkojärvi är en sjö i Finland. Den ligger i kommunen Rovaniemi i landskapet Lappland, i den norra delen av landet, 700 km norr om huvudstaden Helsingfors. Namalikko ligger 143,3 meter över havet. Den är 8,1 meter djup. Arean är 76,7 hektar och strandlinjen är 5,52 kilometer lång. Sjön  ingår i Kemi älvs huvudavrinningsområde. 